# Pseudodellamora
Pseudodellamora là một chi bọ cánh cứng trong họ Mordellidae.
Chi này được miêu tả khoa học năm 1942 bởi Ermisch.

## Các loài
Chi này gồm các loài:
- Pseudodellamora brevicollis (Emery, 1876)
- Pseudodellamora championi (Schilsky, 1899)
- Pseudodellamora distinguenda Ermisch, 1963
- Pseudodellamora grossepalpalis Ermisch, 1942